# Edwardów (województwo dolnośląskie)
Edwardów – osada w Polsce położona w województwie dolnośląskim, w powiecie strzelińskim, w gminie Kondratowice.
W latach 1975–1998 miejscowość administracyjnie należała do województwa wrocławskiego.
Inne miejscowości o nazwie Edwardów: Edwardów, Edwardowo